# Bulbophyllum humiligibbum
Bulbophyllum humiligibbum là một loài phong lan thuộc chi Bulbophyllum.